# モンゴル・ナショナルプレミアリーグ
モンゴル・ナショナルプレミアリーグ（英: Mongolian National Premier League, モンゴル語: Монголын Үндэсний Премьер Лиг）は、モンゴル国内におけるサッカーリーグのトップディビジョンである。1974年創設。優勝クラブは、AFCチャレンジリーグ出場権を獲得する。
2021年シーズンはハイセンスがスポンサーとなっている。

## 命名権
スポンサーの協賛により以下の別名でも呼ばれていた。
- 2011年 - 2014年：ニスレル・リーグ (英: Niislel League, モンゴル語: Нийслэл Лиг)
- 2015年 - 2016年：Khurkhree National Premier League
- 2018年 - 2020年：マザラ・プレミアリーグ (Mazala Premier League)

## 参加クラブ（2023-24シーズン）
| クラブ                     | ホームタウン   |
| -------------------------- | -------------- |
| BCHライオンズ              | ウランバートル |
| デレンFC                   | ウランバートル |
| SPファルコンズFC           | ウランバートル |
| ハーン・フンス・エルチムFC | ウランバートル |
| ハンガリッドFC             | エルデネト     |
| ホルムホンFC               | ウランバートル |
| ホブドFC                   | ホブド         |
| トゥブ・アザルガヌウドFC   | トゥブ県       |
| FCウランバートル           | ウランバートル |
| バヴァリアンズFC           | ウランバートル |

## 歴代優勝クラブ
| - 1964：フドゥルムル - 1965：未開催 - 1966：フドゥルムル - 1967：テンゲリーン・ブグヌード - 1968：ダルハン - 1969：テンゲリーン・ブグヌード - 1970：アルダル - 1971：テンゲリーン・ブグヌード - 1972：フドゥルムル - 1973：テンゲリーン・ブグヌード - 1974：アルダル - 1975：テンゲリーン・ブグヌード - 1976：アルダル - 1978：ザムチン - 1979：テンゲリーン・ブグヌード - 1980：アルダル | - 1981：テンゲリーン・ブグヌード - 1982：テンゲリーン・ブグヌード - 1983：アジルチン - 1984：テンゲリーン・ブグヌード - 1985：フンチ - 1986：スフバートル - 1987：ナイラムダル - 1988：スフバートル - 1989：フドゥルムル - 1990：フンチ - 1991：ソル・クラブ - 1992：イドッソフ - 1993：ウドリーン・オド・クラブ - 1994：フンチ - 1995：イドッソフ - 1996：エルチム | - 1997：デルゲル - 1998：エルチム - 1999：ITIバンク・バーズ - 2000：エルチム - 2001：ハンガリッド - 2002：エルチム - 2003：ハンガリッド - 2004：ハンガリッド - 2005：ホルムホン - 2006：ハシーン・ハルグード - 2007：エルチム - 2008：エルチム - 2009：ウランバートル大学 - 2010：ハンガリッド - 2011：FCウランバートル - 2012：エルチム | - 2013：エルチム - 2014：ホルムホン - 2015：エルチム - 2016：エルチム - 2017：エルチム - 2018：エルチム - 2019：ウランバートル・シティ - 2020：アスレティック220FC - 2021：アスレティック220FC - 2022：エルチム - 2023：FCウランバートル |

## クラブ別優勝回数
| クラブ                   | 回数 |
| ------------------------ | ---- |
| エルチム                 | 13回 |
| テンゲリーン・ブグヌード | 9回  |
| フドゥルムル             | 4回  |
| アルダル                 | 4回  |
| ハンガリッド             | 4回  |
| フンチ                   | 3回  |
| スフバートル             | 2回  |
| ホルムホン               | 2回  |
| FCウランバートル         | 2回  |
| アスレティック220FC      | 2回  |
| イドッソフ               | 1回  |
| ダルハン                 | 1回  |
| ザムチン                 | 1回  |
| アジルチン               | 1回  |
| ナイラムダル             | 1回  |
| ソル・クラブ             | 1回  |
| ウドリーン・オド・クラブ | 1回  |
| デルゲル                 | 1回  |
| ITIバンク・バーズ        | 1回  |
| ハシーン・ハルグード     | 1回  |
| ブルースターSC           | 1回  |
| ウランバートル大学       | 1回  |
| ウランバートル・シティ   | 1回  |
| SPファルコンズFC         | 1回  |

## 歴代得点王
| シーズン | 国籍           | 名前                  | 所属クラブ           | ゴール数 |
| -------- | -------------- | --------------------- | -------------------- | -------- |
| 2003     | モンゴル国の旗 | Davaa Bayarzorig      | ハンガリッド         | 24       |
| 2004     |                |                       |                      |          |
| 2005     |                |                       |                      |          |
| 2006     |                |                       |                      |          |
| 2007     | モンゴル国の旗 | Dagva Enkhtaivan      | ハシーン・ハルグード | 26       |
| 2008     | モンゴル国の旗 | Ganbaataryn Tögsbayar | エルチム             | 15       |
| 2009     | モンゴル国の旗 | Ganbaataryn Tögsbayar | セレンゲ・プレス     | 15       |

## 主な日本人選手
- 伊藤壇 - エルチム(2011年-2012年、2013年5月-2013年12月)
- 池田雄大 - ホルムホン(2012年-2013年)
- 南陽介 - エルチム(2012年)
- 吉川翔梧 - エルチム(2019年)
- 三島勇太 - エルチム(2022年)